# Crémant d'Alsace
Pour les articles homonymes, voir Alsace (homonymie).
Le crémant d'Alsace est un vin mousseux d'appellation d'origine contrôlée produit dans tout le vignoble d'Alsace, principalement issu du cépage pinot blanc, mais aussi du pinot gris, du pinot noir, du riesling, de l'auxerrois ou du chardonnay, sans contrainte de proportions.
Sa méthode d'élaboration est la « méthode traditionnelle » (équivalente à celle du champagne) avec une seconde fermentation en bouteille. Le crémant d'Alsace rosé, plus rare, est issu du pinot noir. Le crémant d'Alsace est devenu le leader incontesté des mousseux français après le champagne. En 2009, 31 millions de bouteilles ont été commercialisées.

## Histoire
Le vignoble alsacien dont sont issus les cépages du crémant d'Alsace est l’un des plus anciens de France. Grégoire de Tours vantait le vignoble de Marlenheim en 589. On comptait cent-huit villages viticoles en 800, cent-soixante en 900, quatre-cent-trente en 1400. À cette époque, le vin d’Alsace, en blanc et en rouge, était l’un des plus réputés d’Europe et l’un des plus chers. De nombreuses guerres, des circonstances économiques défavorables, le maintien d'une législation caduque conduisirent au cours des siècles suivants le vin d'Alsace au bord de sa perte. La situation a été redressée après la Première Guerre mondiale. En 1898, l'Alsace étant alors une province allemande, des maisons champenoises comme Audeout à Avolsheim, Montbrison à Molsheim, Hommel à Ribeauvillé, Dirler à Bergholtz, Cosse à Pfastatt ou Vix Barra à Schiltigheim, s'étaient installées en Alsace, notamment pour des raisons douanières, afin d'élaborer des mousseux. Ces derniers étaient produits par des méthodes diverses, avec notamment la méthode de la « cuve close » (seconde fermentation en cuve) à Wissembourg. C'est Julien Dopff au Moulin de Riquewihr qui a été le premier viticulteur alsacien à adapter la méthode champenoise (seconde fermentation en bouteille) du vin blanc après avoir assisté à une démonstration de dégorgement du champagne lors de l'Exposition universelle de 1900 à Paris : il commercialisa le « Champagne Dopff » après un stage de deux ans à Épernay. D'autres vignerons s'y essayèrent, vendant leurs produits sous les noms de Champagner, Sekt ou Schaumweine (vin mousseux).
À la fin de la Première Guerre mondiale et à la suite du retour de l'Alsace-Moselle dans le giron français, la transposition de la règle française de 1905 des appellations d'origines interdisait d'utiliser le nom de « champagne ». La nécessité de distinguer les vins obtenus par la méthode champenoise des mousseux vint de Pierre Hussherr, ancien directeur de la coopérative d'Eguisheim (renommée en 1976 Wolfberger), qui récupéra pour cela le terme « crémant » tombé en désuétude en Champagne (il y désignait des effervescents à la mousse plus légère, plus « crémeuse »). Une loi de 1975 interdit expressément l'emploi du mot « crémant » pour les vins ne bénéficiant pas du droit à une appellation d'origine. Le crémant de Loire et le crémant de Bourgogne furent définis par des décrets le 17 octobre 1975. En novembre 1974, est fondé le « Syndicat des producteurs de méthode champenoise », renommé ensuite le « Syndicat des producteurs de crémant d’Alsace », qui fit interdire la méthode de la « cuve close » pratiquée à Wissembourg.
C'est le 24 août 1976 que l'AOC crémant d'Alsace a été officialisé par décret. Les vignerons champenois ont fait interdire en 1994 aux autres producteurs de vin effervescent d'utiliser le nom de « méthode champenoise ». Les autres producteurs ont donc choisi d'utiliser le nom de « méthode traditionnelle » afin de respecter cette décision. Le 21 juin 1996, le Parlement européen consolida la mention « crémant », utilisée en France et au Luxembourg, en spécifiant qu'elle était réservée aux vins mousseux de qualité produits dans une région déterminée (VMQPRD), la région devant être mentionnée, les moûts être obtenus par pressurage de raisins entiers dans la limite de 100 litres pour 150 kilogrammes de raisin vendangé et le terme crémant avoir été utilisé au moins dix ans avant le 1er juillet 1996[réf. nécessaire]. Le cahier des charges de l'appellation a été modifié dernièrement en février 2002 (sur les vendanges), en octobre 2011, en novembre 2016, en juillet 2021, en décembre 2023, en novembre 2024 et en mai 2025.

## Situation géographique
Le crémant d'Alsace est produit en France, dans la région Alsace, sur la presque totalité des communes du vignoble d'Alsace.

### Géologie et orographie

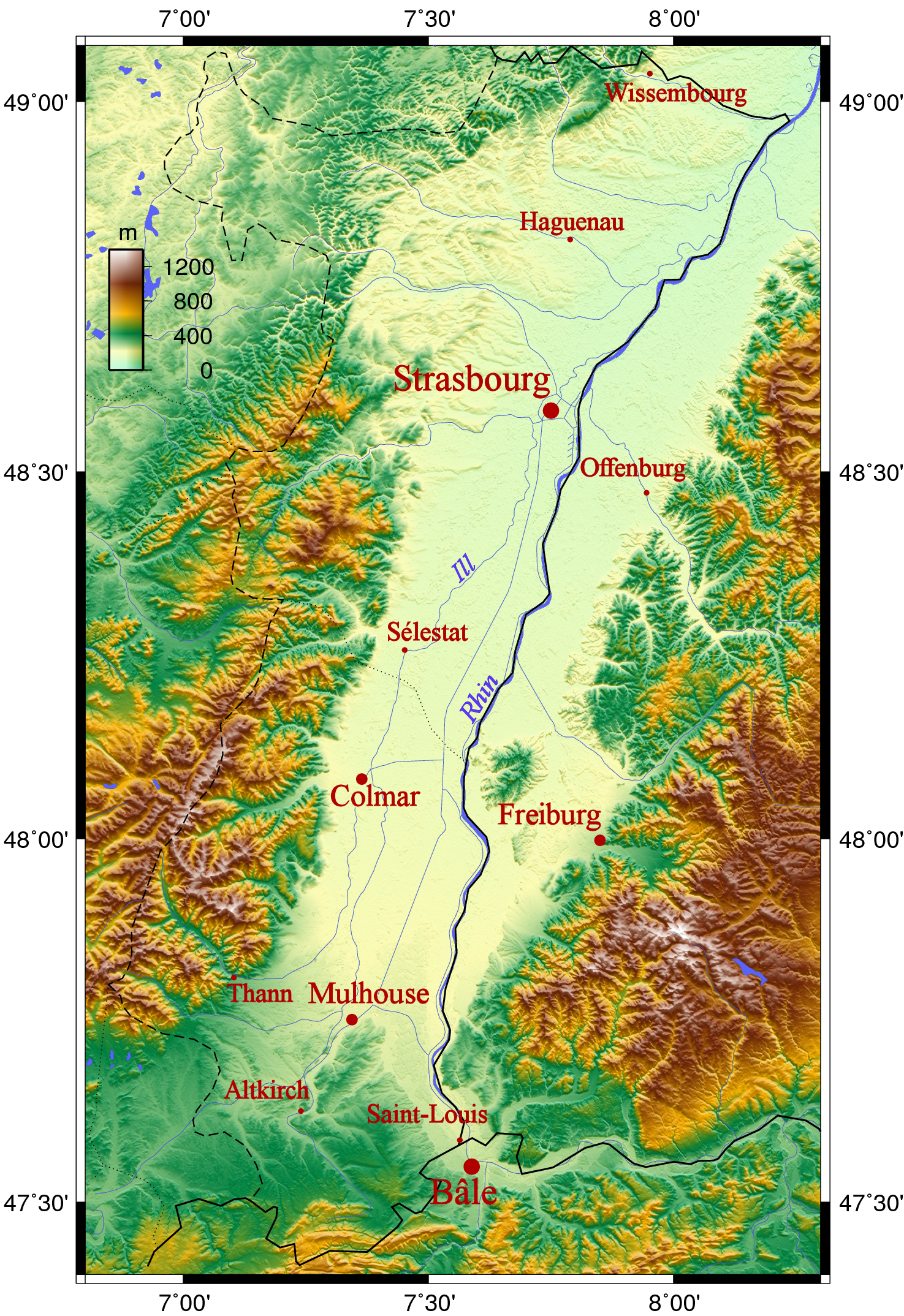
Carte du relief de l'Alsace.

La plaine d'Alsace occupe la partie sud du fossé rhénan, né d'un effondrement durant l'Oligocène et le Miocène (-33 à -5 millions d'années). Le vignoble est établi sur le piémont du massif des Vosges, sur la zone de fracture. Cette localisation explique la variété des sous-sols et leur succession en véritable mosaïque : calcaires, granites, schistes, gneiss ou grès.
Généralement, le haut des pentes des collines sous-vosgiennes est constitué des roches anciennes, plutoniques et métamorphiques tels que du granite, du gneiss ou de l'ardoise. Les parcelles de vignes y sont très pentues, montant jusqu'à 478 mètres d'altitude (à Osenbach).
Le bas des coteaux est formé des couches de calcaires ou de marne recouvertes par du lœss, où le relief est moins accentué.
Enfin, la plaine est composée d'une épaisse couche d'alluvions déposées par le Rhin (limon et graviers), c'est une zone beaucoup plus fertile que les deux premières, avec une importante nappe phréatique à moins de cinq mètres de profondeur.

### Climatologie
À l'ouest, les Vosges protègent du vent et de la pluie la région de production des vins d'Alsace. Les vents d'ouest dominants perdent leur humidité sur le versant occidental des Vosges et parviennent sous forme de foehn, secs et chauds, dans la plaine d'Alsace. La quantité moyenne de précipitations est la plus faible de tous les vignobles français.
De ce fait, le climat est plus tempéré (avec une température annuelle moyenne plus haute de 1,5 °C) que ce qui serait attendu à cette latitude. Le climat est continental et sec avec des printemps chauds, des étés secs et ensoleillés, de longs automnes et des hivers froids.
La station météo de l'aéroport de Strasbourg Entzheim (150 mètres) se trouve à l'extrémité nord de l'aire d'appellation, mais au bord du Rhin. Ses valeurs climatiques de 1961 à 1990 sont :
| Mois                              | jan. | fév. | mars | avril | mai  | juin | jui. | août | sep. | oct. | nov. | déc. | année |
| --------------------------------- | ---- | ---- | ---- | ----- | ---- | ---- | ---- | ---- | ---- | ---- | ---- | ---- | ----- |
| Température minimale moyenne (°C) | −1,7 | −0,9 | 1,6  | 4,6   | 8,6  | 11,7 | 13,4 | 13,1 | 10,3 | 6,5  | 2,1  | −0,7 | 5,7   |
| Température moyenne (°C)          | 0,9  | 2,5  | 6    | 9,6   | 13,8 | 17   | 19,1 | 18,6 | 15,5 | 10,6 | 5,2  | 1,9  | 10,1  |
| Température maximale moyenne (°C) | 3,5  | 5,8  | 10,4 | 14,6  | 19   | 22,2 | 24,7 | 24,2 | 20,8 | 14,7 | 8,2  | 4,5  | 14,4  |
| Précipitations (mm)               | 33,1 | 34,3 | 36,6 | 48    | 74,5 | 74,6 | 56,8 | 67,8 | 55,5 | 43   | 46,6 | 39,9 | 610,5 |

La station météo de la base de Colmar-Meyenheim (207 mètres) se trouve au milieu de l'aire d'appellation, mais en plaine. Ses valeurs climatiques de 1961 à 1990 sont :
| Mois                              | jan. | fév. | mars | avril | mai  | juin | jui. | août | sep. | oct. | nov. | déc. | année |
| --------------------------------- | ---- | ---- | ---- | ----- | ---- | ---- | ---- | ---- | ---- | ---- | ---- | ---- | ----- |
| Température minimale moyenne (°C) | −2,1 | −1,1 | 1,4  | 4,5   | 8,3  | 11,5 | 13,3 | 12,9 | 10,2 | 6,3  | 1,8  | −1   | 5,5   |
| Température moyenne (°C)          | 0,9  | 2,6  | 6,1  | 9,7   | 13,8 | 17,1 | 19,3 | 18,8 | 15,8 | 10,9 | 5,3  | 1,9  | 10,2  |
| Température maximale moyenne (°C) | 3,8  | 6,3  | 10,8 | 15    | 19,3 | 22,7 | 25,3 | 24,7 | 21,5 | 15,5 | 8,7  | 4,8  | 14,9  |
| Précipitations (mm)               | 35,5 | 32,2 | 37,7 | 46,7  | 67   | 67,2 | 59,3 | 63,3 | 46,7 | 37,9 | 47,7 | 40,2 | 581,4 |

La station météo de l'aéroport Bâle-Mulhouse (267 mètres) se trouve à l'extrémité sud de l'aire d'appellation, encore une fois en plaine. Ses valeurs climatiques de 1961 à 1990 sont :
| Mois                              | jan. | fév. | mars | avril | mai  | juin | jui. | août | sep. | oct. | nov. | déc. | année |
| --------------------------------- | ---- | ---- | ---- | ----- | ---- | ---- | ---- | ---- | ---- | ---- | ---- | ---- | ----- |
| Température minimale moyenne (°C) | −2,2 | −1,1 | 1,4  | 4,3   | 8,3  | 11,5 | 13,5 | 13,2 | 10,6 | 6,7  | 1,9  | −1,1 | 5,6   |
| Température moyenne (°C)          | 0,8  | 2,5  | 5,9  | 9,4   | 13,5 | 16,9 | 19,2 | 18,7 | 15,7 | 11,1 | 5,3  | 1,8  | 10,1  |
| Température maximale moyenne (°C) | 3,8  | 6,2  | 10,3 | 14,4  | 18,8 | 22,2 | 24,8 | 24,1 | 20,9 | 15,4 | 8,8  | 4,8  | 14,6  |
| Précipitations (mm)               | 53,9 | 50,5 | 49,5 | 58,5  | 76,3 | 73,6 | 62,9 | 79,9 | 54,7 | 49,2 | 58,1 | 54,5 | 721,7 |

## Vignoble
L'aire d'appellation du crémant d'Alsace couvre tout le vignoble d'Alsace, particulièrement les communes de Barr, Bennwihr, Eguisheim. Ingersheim, Riquewihr, Wintzenheim et Katzenthal. En 2009, la surface consacrée à sa production était de 3 017 hectares. Selon les Douanes, la superficie revendiquée en 2023 sous l'appellation est de 3 673 ha
Les crémants d'Alsace sont élaborés en Alsace selon des méthodes semblables à celle du champagne.

### Encépagement
Les AOC « crémant d'Alsace » et « alsace » sont produits sur la même aire d'appellation, avec les même cépages. Ceux autorisés sont le chardonnay B, l'auxerrois, le pinot blanc, le pinot noir, le riesling et le pinot gris.
Au titre de l'adaptation du vignoble (notamment aux changements climatiques), de nouveaux cépages (les « variété d'intérêt à fin d'adaptation ») sont autorisés depuis l'été 2025, sous conditions, pour produire du crémant d'Alsace. Se sont pour faire du vin blanc le voltis (de) B, l'opalor B, le selenor B (ces trois premiers développés par l'INRA, résistant au mildiou et à l'oïdium), le souvignier gris (de) G (créé en 1983 à Fribourg par croisement entre le seyval B et le zaehringer Rs), le johanniter B (autre croisement en 1968 à Fribourg), le chenin B et le vermentino B ; pour faire du vin rouge ou rosé, le coliris N (de l'INRA, lui aussi résistant aux maladies), le nebbiolo N et la syrah N.

### Vendanges
Le volume de la récolte du raisin servant à la fabrication du crémant d'Alsace a représenté 214 946 hectolitres en 2004, en hausse de 35,6 % par rapport à la moyenne des cinq années précédentes (source Conseil Interprofessionnel des Vins d'Alsace)[réf. nécessaire]. En 2005, il représente 273 733 hectolitres, nouvelle progression de 27,3 % en un an et l'équivalent de 36,5 millions de bouteilles[réf. nécessaire]. En 2008, il s'agit de 248 000 hectolitres qui ont été récoltés, soit 5 % de plus qu'en 2007[réf. nécessaire].
Les raisins destinés à l’élaboration des vins portant l’appellation « crémant d'Alsace » sont vendangés plusieurs jours avant ceux destinés aux vins portant les appellations « alsace » et « alsace grand cru ». Comme pour le champagne, la récolte s’effectue manuellement, la machine à vendanger étant interdite.

## Vins
En 2009, le volume produit était de 235 705 hectolitres (un hectolitre (hl) = 100 litres = 133 bouteilles de 75 cl). La production déclarée en 2023 a été d'un total de 290 219 hectolitres.

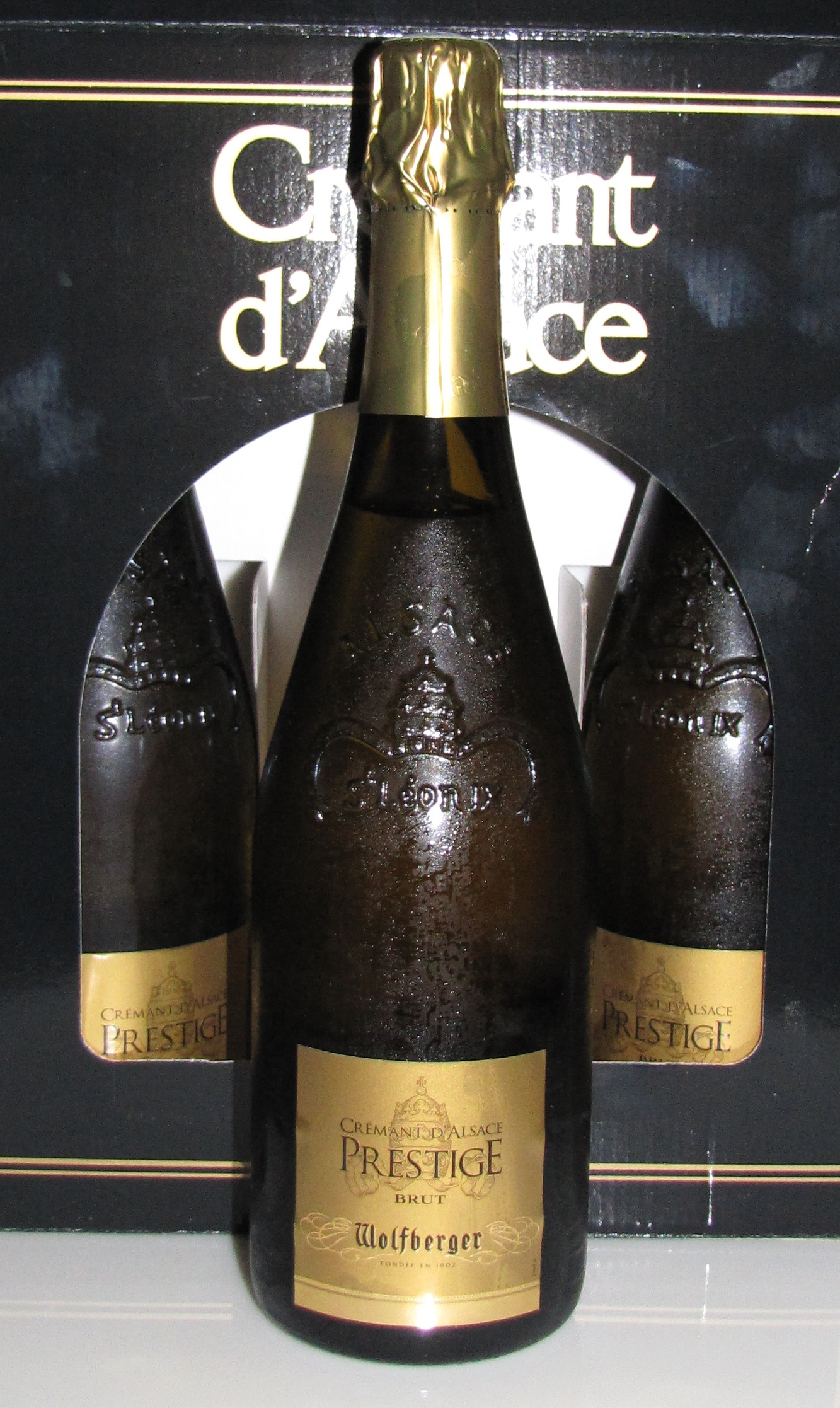
Bouteilles Léon IX de Wolfberger : crémant d'Alsace Prestige.
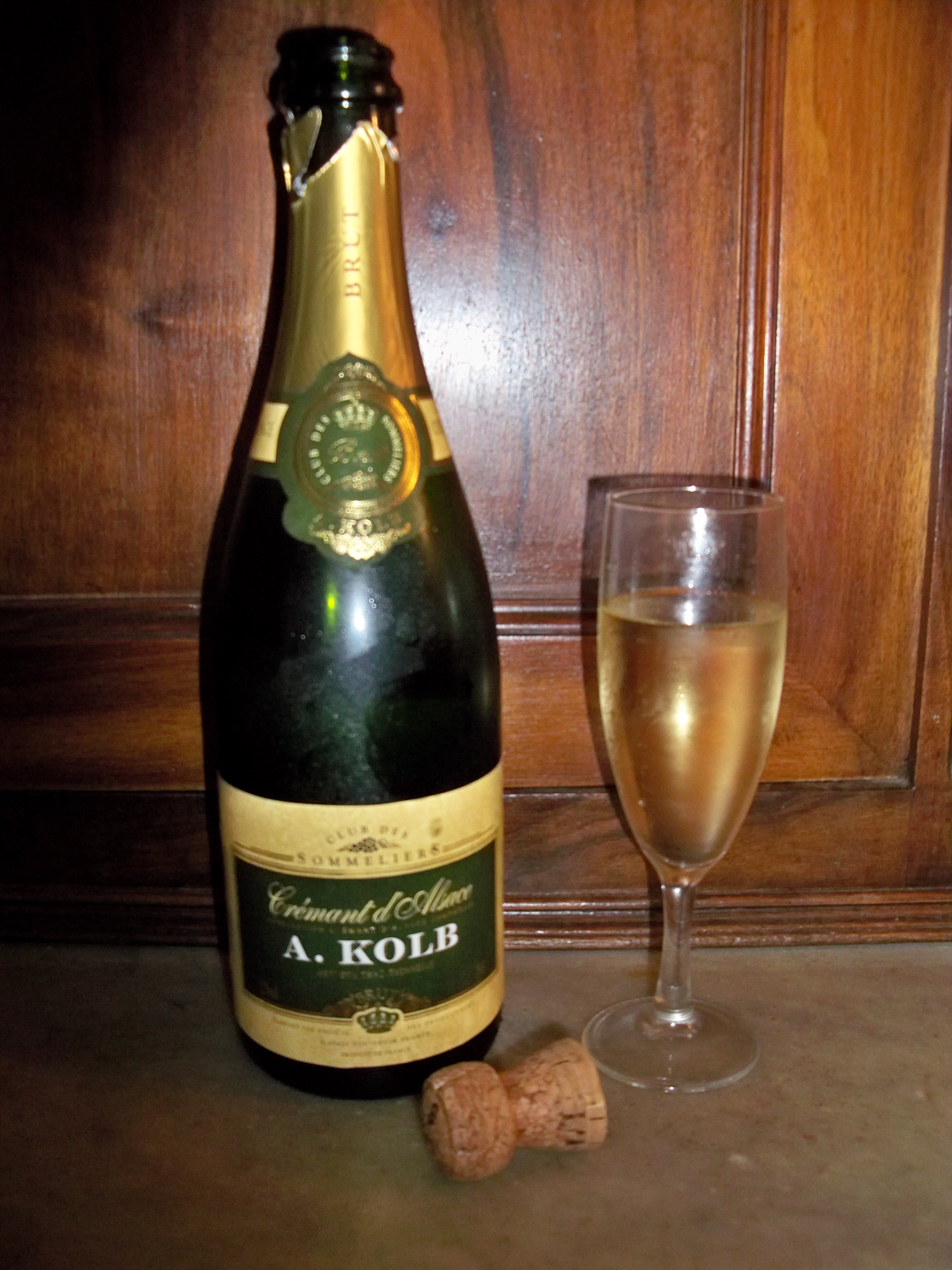
Bouteille et verre de crémant d'Alsace.
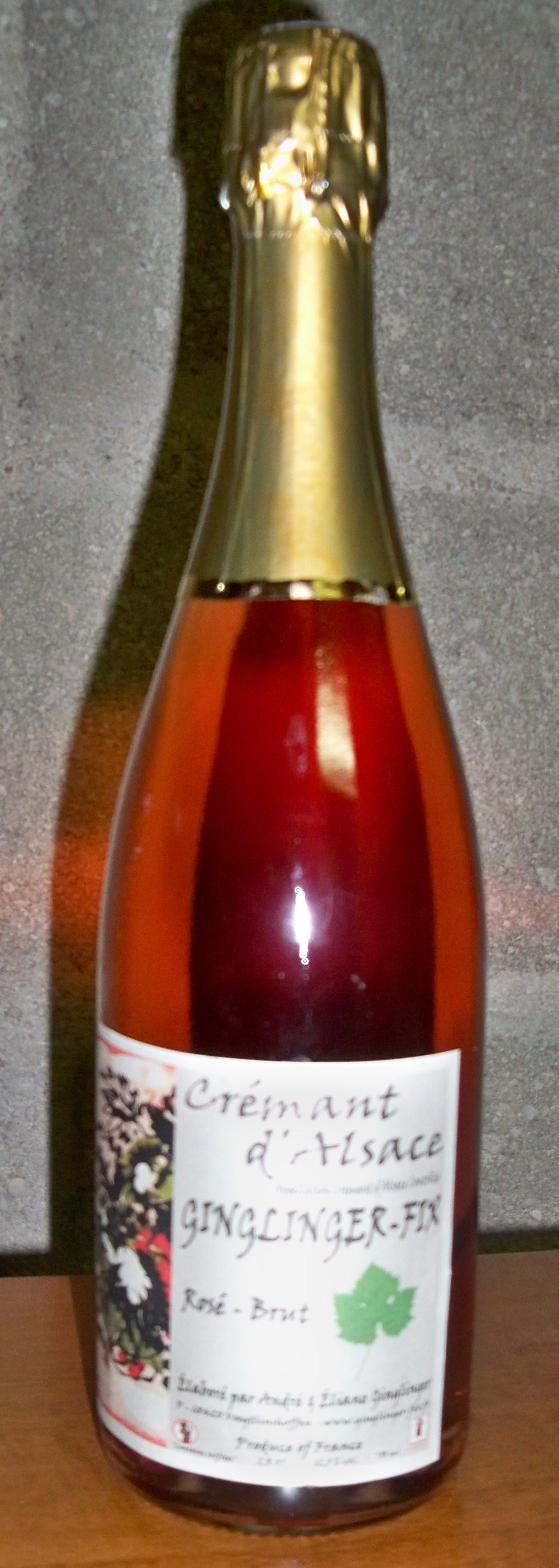
Crémant d'Alsace rosé.
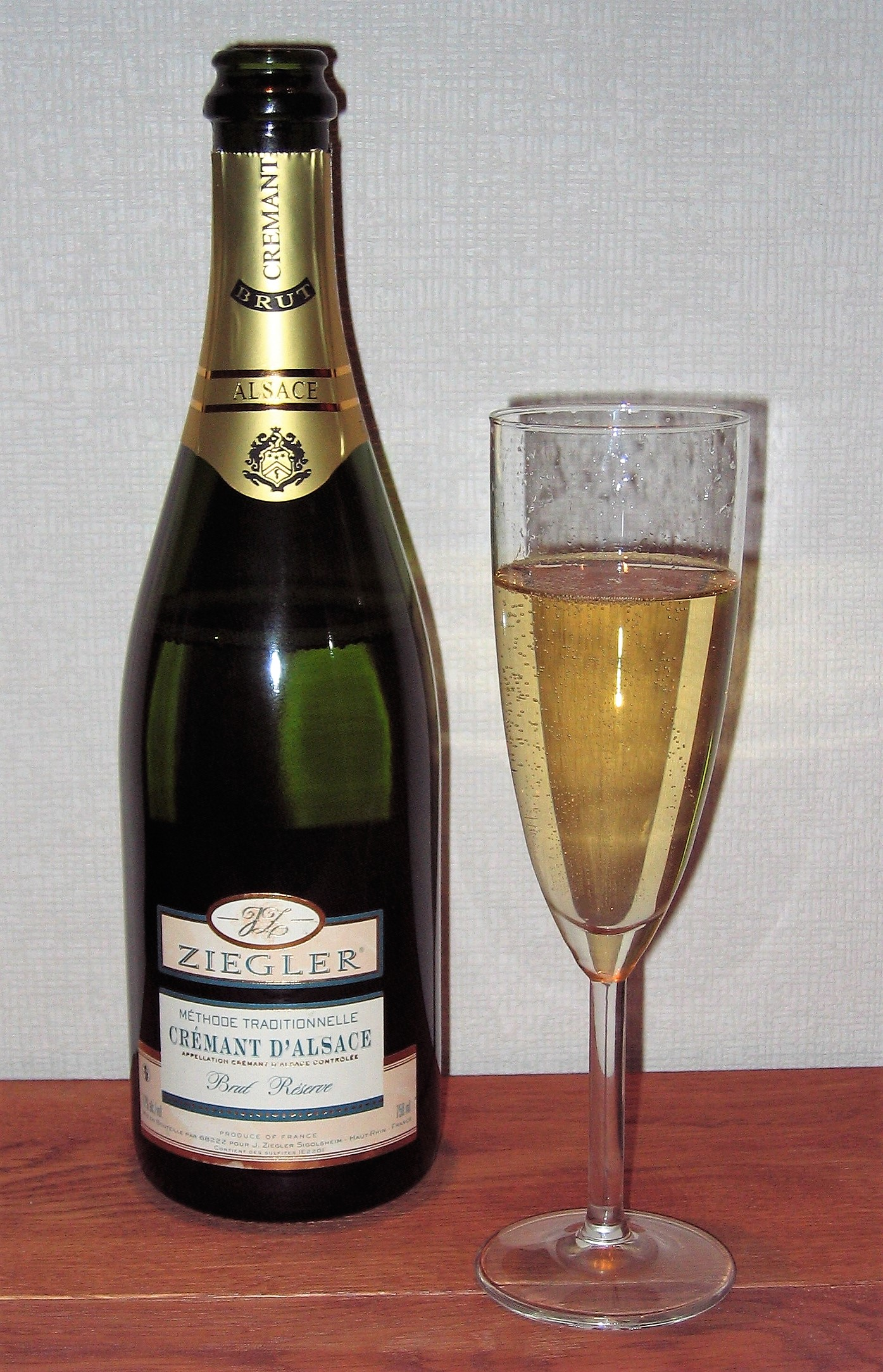
Crémant d'Alsace brut.

Les vins portant l’appellation « crémant d'Alsace » sont obligatoirement mis en bouteille dans leur région de production. Ils sont présentés dans les mêmes bouteilles que les vins portant l'appellation « champagne ». Les crémants d'Alsace peuvent être commercialisés complétés de mentions suivant leur composition : ces mentions sont blanc de blancs, blanc de noirs, brut, millésimé, rosé ou sigillé. La mention de cépage est autorisée si 100 % du vin est produit avec ce cépage.
Le crémant d'Alsace représente en 2006 le quart de l'ensemble des appellations AOC d'Alsace et regroupe 500 producteurs alsaciens indépendants. 10 % de la production est destiné à l'exportation, principalement vers la Belgique, l'Allemagne, le Danemark, les États-Unis, la Suède, la Suisse et les Pays-Bas (par importance décroissante).
De moins d'un million de bouteilles en 1979, la production de crémant d'Alsace a augmenté à 33 millions de bouteilles en 2009 (22 % de toutes les appellations alsace) tandis que les ventes passaient de 2,2 millions de bouteilles en 1982 à 30 millions de bouteilles en 2009. En volume, il s'agit du deuxième vin effervescent produit en France, loin derrière le champagne.